# 굿모닝 라이프
《굿모닝 라이프》는 매주 금요일 오전 8시 10분에 JTBC에서 방송되었던 텔레비전 프로그램이다.

## 타이틀 변천사
| 기수 | 타이틀        | 방송 기간                        |
| ---- | ------------- | -------------------------------- |
| 1기  | 굿 라이프     | 2021년 6월 4일 ~ 2021년 6월 21일 |
| 2기  | 굿모닝 라이프 | 2021년 7월 2일 ~ 2022년 5월 27일 |

## 동시간대 경쟁 프로그램
- 인간극장, 아침마당(KBS 1TV)
- KBS 아침뉴스타임, 굿모닝 대한민국 라이브 2부(KBS 2TV)
- 생방송 오늘 아침(MBC)
- 모닝와이드(SBS)
- 딩동댕 유치원(EBS 1TV)
- 굿모닝 MBN, 굿모닝 월드, 아침 & 매일경제(MBN)
- 행복한 아침(채널A)
- 뉴스퍼레이드(TV조선)